# Déformabilité des sols
La déformabilité des sols est la propriété des sols de changer de forme sous l'influence notamment de la charge d'une construction.
Sous l'action des charges structurelles le sol se déforme en fonction de sa compressibilité et de sa résistance au cisaillement. Si le sol est soumis à des charges verticales, un tassement du sol se produit dans un premier temps lorsque les couches de sol sont plus fortement comprimées. Ce processus est généralement considéré comme non critique et, dans la plupart des cas, inévitable. Cependant, selon les propriétés (cohésives ou non cohésives), des tassements différents se produisent en fonction de la durée. Les sols cohésifs se déposent lentement et distinctement à mesure que l’eau interstitielle est lentement expulsée du sol. De plus, les propriétés du sol changent lorsque la pression interstitielle de l’eau est élevée. Les sols non cohésifs, en revanche, se tassent plus vite et moins car il n'y a pas d'eau interstitielle et les grains se touchent directement. Le tassement dans le -sol est problématique s’il se produit de manière inégale à la base des fondations. Le bâtiment s'incline, ce qui crée des tensions sur la structure porteuse. En revanche, les tassements uniformes ne nuisent généralement pas à la structure.
Si la charge sur le sol est augmentée jusqu'à atteindre la charge de rupture critique, un déplacement latéral soudain du sol se produit. La fondation s'enfonce vers le bas ou sur le côté et une rupture de sol (en) se produit. Le risque de rupture des fondations augmente à mesure que la largeur et la hauteur d'encastrement des fondations (de) sont faibles et que la résistance au cisaillement du sol est faible. De plus, l’inclinaison et l’excentricité de la charge augmentent le risque de rupture des fondations.